# Tališki masiv
Tališki masiv (azer. Talış dağları; perz. کوههای تالش‎) je planinski lanac na jugozapadu Kavkaza. Prostire se na krajnjem jugoistoku Azerbajdžana uz granicu s Iranom, dužinom od oko 300 km. Najviši vrh je Kamarkuh s 2477 m.
Masiv je Tališkom nizinom odvojen od Kaspijskog jezera. Sastavljen je od fliša i vulkanskih stijena. Seizmički je dosta aktivno područje.
Na istočnim obroncima, do 600 metara nadmorske visine dominira suptropska vegetacija s bukovim, hrastovim i grabovim šumama. U višim područjima vegetacija je kserofitnog tipa.
Godine 2004. na istočnim obroncima formiran je Nacionalni park Hirkan (azer. Hirkan Milli Parkı) na površini od 427,97 km², poznat po bujnim šumama prašumskog tipa.

## Vanjske poveznice
|  | Zajednički poslužitelj ima još gradiva o temi Tališki masiv |